# Água (álbum de Chico Mello & Helinho Brandão)
Água é um premiado disco do renomado musico brasileiro Chico Mello em parceria com o saxofonista brasileiro Helinho Brandão, lançado em 1984 em Vinil, e remasterizado em 2000. Foi gravado em Janeiro de 1984 no "SIR Laboratorio de Som e Imagem, Curitiba-PR".
O disco foi agraciado com o "Troféu Chiquinha Gonzaga"
É o álbum de estréia de ambos os músicos, e o único desta parceria.
Todas as faixas são de autoria de Chico Mello

## Faixas
01. Água
02. Baiando
03. Matraca
04. Dança